# 三井家住宅 (犬山市)
三井家住宅（みついけじゅうたく）は、愛知県犬山市犬山東古券684にある町屋。主屋、蔵、渡り廊が登録有形文化財。米清旧邸（こめせいきゅうてい）とも呼ばれる。

## 歴史
江戸時代末期、小川家は「米清」という屋号を掲げる米穀問屋だった。屋号は「米問屋の小川清六」（小川清六は名跡）に由来している。
明治大正期の小川家は製糸業を営んでいたとされる。1889年（明治22年）には主屋を建てたが、1891年（明治24年）10月28日の濃尾地震では被害を受けた。1918年（大正7年）、小川藤七が蔵を建てた。
2004年（平成16年）7月23日、主屋、蔵、渡り廊が登録有形文化財に登録された。なお、犬山市では同時に髙木家住宅の3件、梅田家住宅の3件、瀧野家住宅の3件、山田家住宅主屋、井上家住宅の2件も登録されている。

## 建築

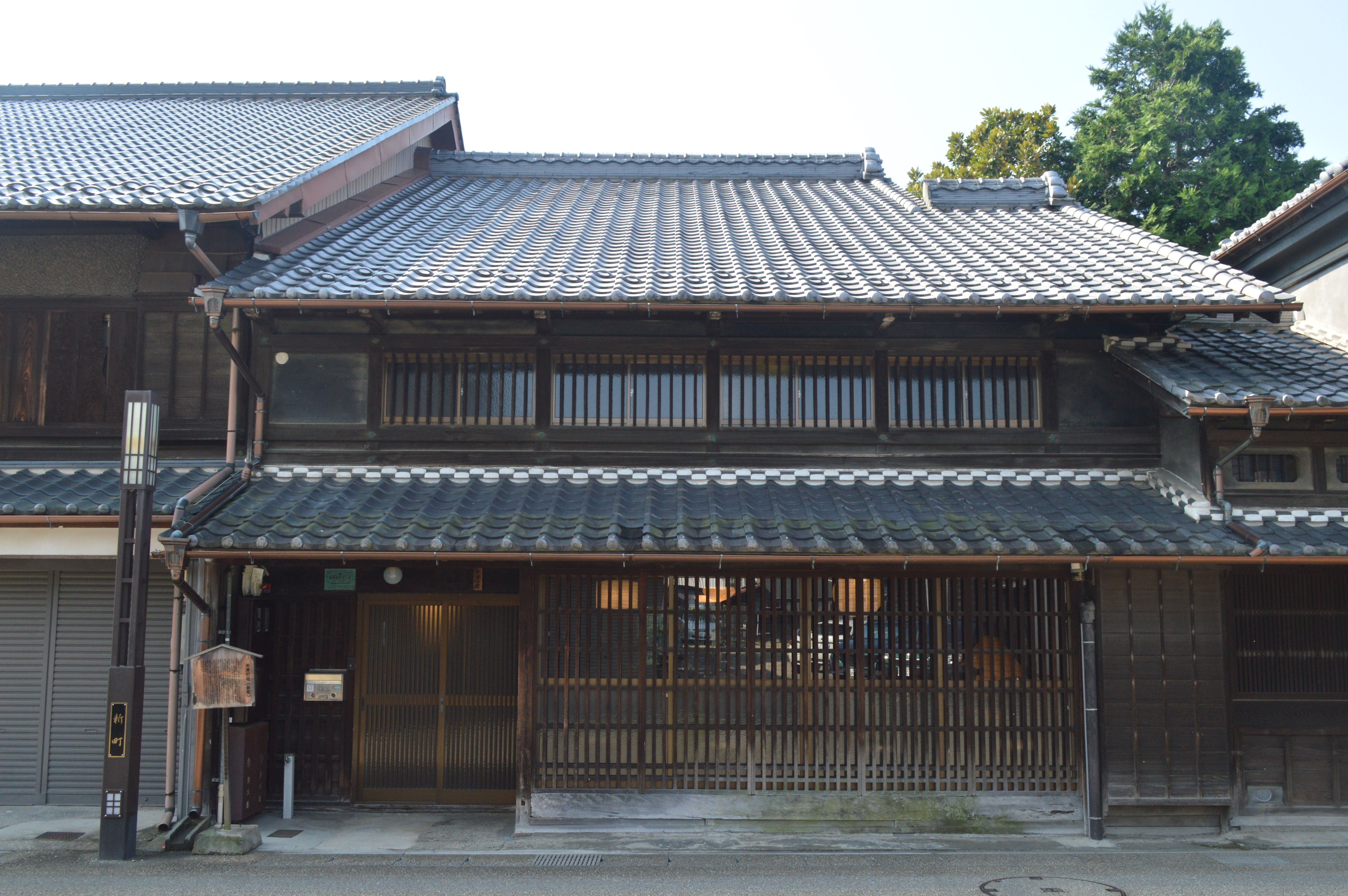
主屋
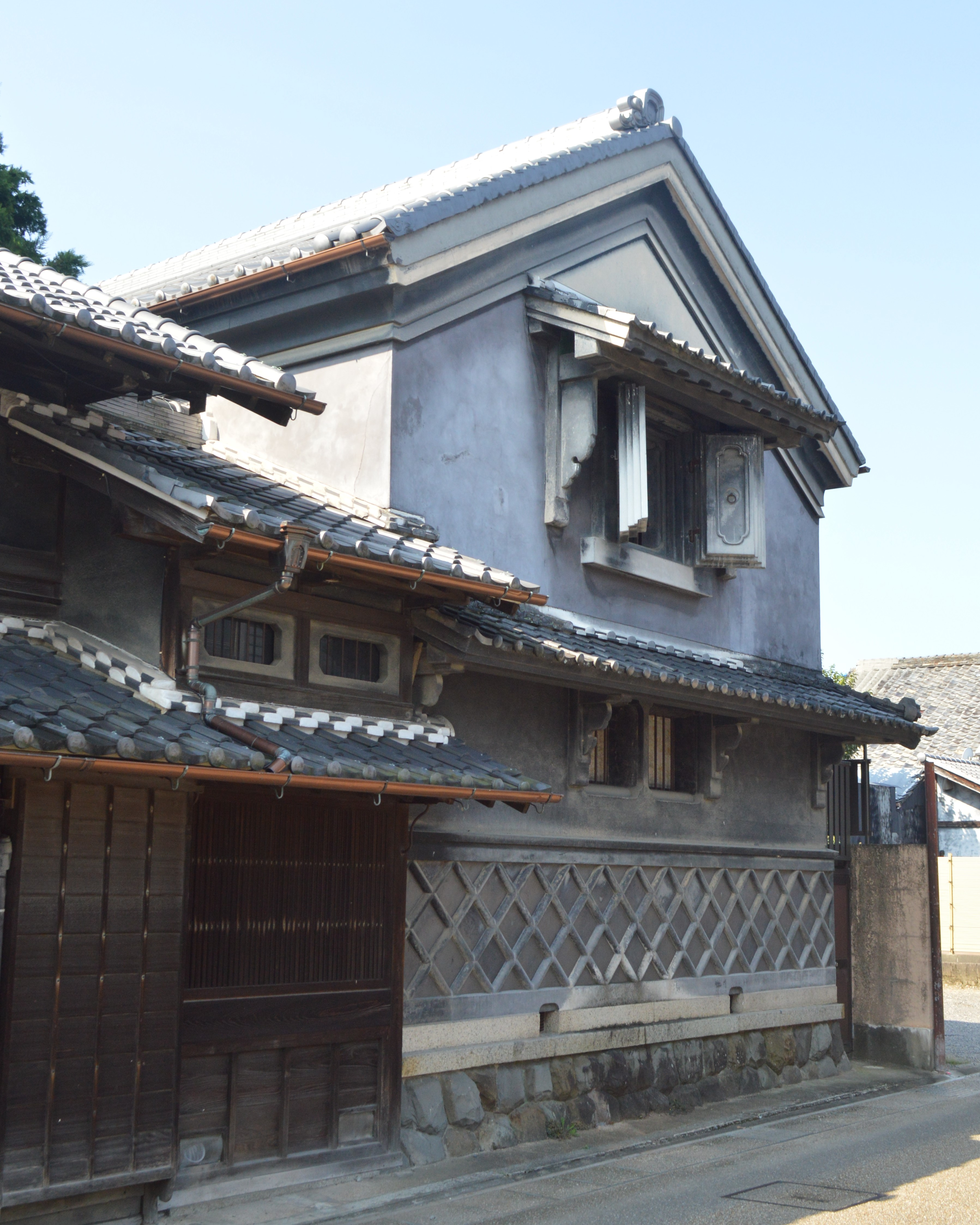
蔵

- 主屋
  - 木造2階建、切妻造、平入、桟瓦葺[1]。建築面積136平方メートル[1]。間口4間半、奥行7間[1]。通りに北面して建つ[1]。
  - 1889年（明治22年）竣工[1]。2004年（平成16年）7月23日、登録有形文化財に登録された[1]。
- 蔵
  - 土蔵造2階建、切妻造、妻入、瓦葺[2]。建築面積52平方メートル[2]。桁行5間、梁間3間[2]。外壁は黒漆喰塗であり、腰部分はなまこ壁である[2]。
  - 1918年（大正7年）竣工[2]。2004年（平成16年）7月23日、登録有形文化財に登録された[2]。
- 渡り廊
  - 木造平屋建、桟瓦葺[3]。建築面積23平方メートル[3]。桁行4間5尺、梁間1間2尺[3]。主屋の南側に建つ[3]。
  - 明治時代竣工[3]。2004年（平成16年）7月23日、登録有形文化財に登録された[3]。

- 主屋
- 蔵